# Abzû (jeu vidéo)
Pour les articles homonymes, voir Abzu (homonymie).
Abzû est un jeu vidéo d'aventure développé par Giant Squid et édité par 505 Games, sorti en 2016 sur PlayStation 4, Windows, Xbox One et Nintendo Switch.
Le jeu permet d'explorer les fonds marins et de nager avec les poissons. Il a été conçu par Matt Nava, directeur artistique de Flower et de Journey. Sa bande originale, composée par Austin Wintory (par ailleurs compositeur de la musique de Journey), est sacrée Musique de l'année en 2017 lors des G.A.N.G Awards. 
Le nom d'Abzû vient du mot sumérien homonyme désignant l'océan dans la mythologie mésopotamienne.

## Système de jeu

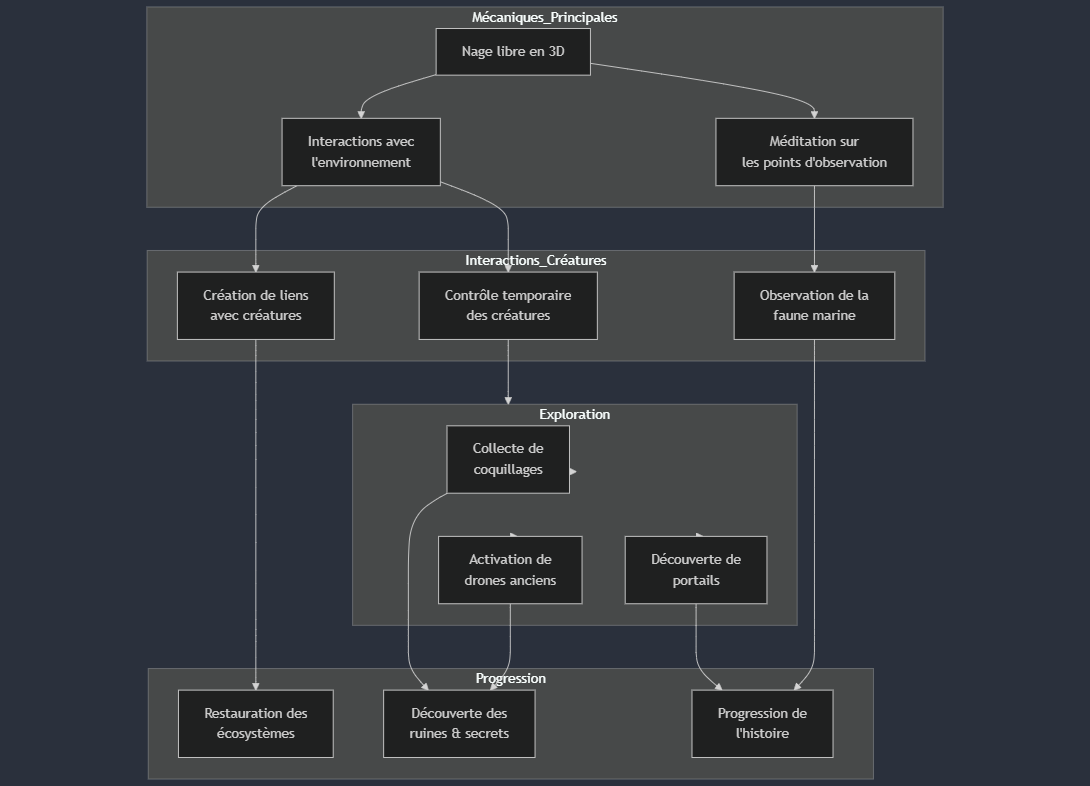
Schéma du gameplay du jeu Abzu au format Mermaid

Dans Abzû, le joueur incarne un plongeur dans un vaste océan : après s'être réveillé en flottant à la surface de l'eau, le plongeur commence à explorer les environnements sous-marins environnants, remplis de flore et de faune, tout en découvrant une technologie ancienne et des ruines submergées,,. Dans certaines régions, le plongeur peut également explorer des environnements terrestres au-dessus de l'eau. Au fur et à mesure que le jeu progresse, le plongeur débloque de nouvelles zones et découvre les secrets des forces qui nuisent à l'environnement local. Le parcours du plongeur dans le jeu suit un chemin linéaire à travers des zones interconnectées remplies de vie marine. Le joueur dirige le plongeur à travers les environnements en utilisant un contrôle analogique complet, permettant d'interagir avec l'environnement pour résoudre des énigmes basées sur des interrupteurs ou des objets, ainsi que la possibilité de méditer. Cette dernière confère au personnage la capacité de s'asseoir sur des piédestaux en forme de requin dans chaque zone afin d'observer la vie marine environnante. Le plongeur peut accélérer et interagir avec la faune marine en utilisant des sons sonar,,.
Le plongeur peut s'accrocher aux corps de plus grands animaux marins et les chevaucher. Chaque zone comporte des objets de collection cachés que le plongeur peut découvrir.

## Synopsis
La narration de Abzû est racontée sans mots à travers le gameplay et des cinématiques, se déroulant dans un vaste océan. Le personnage du joueur, une plongeuse, se réveille en flottant dans l'océan et commence à explorer les environs : des ruines et des fresques anciennes révèlent qu'une civilisation antique entretenait une connexion symbiotique avec l'océan.

## Développement
Les origines de Abzû remontent au développement de Journey, un jeu vidéo indépendant développé par Thatgamecompany et sorti en 2012. Le créateur, directeur et directeur artistique d'Abzû, Matt Nava, avait auparavant occupé le rôle de directeur artistique pour Journey durant ses trois années de développement. Après avoir travaillé sur un jeu se déroulant dans un désert, Nava souhaitait créer un titre offrant un cadre plus vibrant et peuplé pour son prochain projet.
Nava a commencé à concevoir le concept d'Abzû avant de quitter Thatgamecompany et de fonder Giant Squid Studios, le développeur du jeu. L'un des éléments principaux qu'il a intégrés était sa passion pour les cultures anciennes et leur art, en particulier en lien avec les mythes entourant le concept d'Abzû. L'amour de Nava pour l'océan, qu'il explorait à travers sa passion pour la plongée sous-marine, a également joué un rôle majeur dans la conception d'Abzû.
L'équipe de Giant Squid Studios a grandi pour atteindre dix développeurs venus de différents horizons de l'industrie, principalement des programmeurs spécialisés dans divers aspects de la conception de jeux, du gameplay aux graphismes, en plus d'un artiste graphique et technique qui a aidé à créer et animer les modèles de personnages.
Le jeu a été annoncé pour la première fois lors de l'Electronic Entertainment Expo (E3) de 2014,. Il a ensuite été présenté en avant-première à l'E3 2016,. La première sortie numérique du jeu a eu lieu sur PlayStation 4 via le PlayStation Network et sur Windows via Steam le 2 août 2016. Il a ensuite été également publié numériquement sur Xbox One via Xbox Live le 6 décembre 2016. Le jeu a également reçu une sortie physique pour PlayStation 4 et Xbox One le 31 janvier 2017. Une version Nintendo Switch a été publiée sur le Nintendo eShop le 29 novembre 2018. Elle est sortie au Japon le 27 février 2020,. Le jeu sortira également en version physique sur Nintendo Switch le 30 avril 2021.
Il a également été inclus dans la version d'accès anticipé de la plateforme de jeu en cloud Amazon Luna le 20 octobre 2020,. Toutes les versions ont été publiées par 505 Games,,.

### Conception

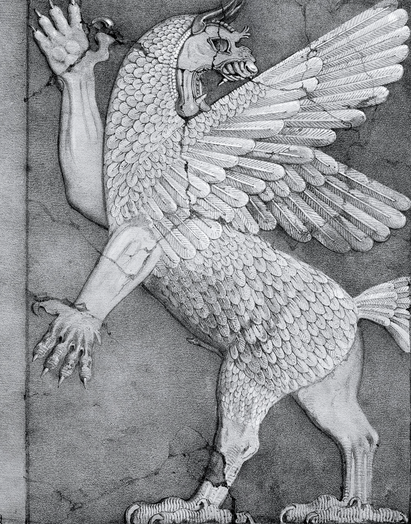
Représentation de Tiamat

Le titre du jeu provient de la mythologie sumérienne, en particulier du mythe de la déesse de l'océan Tiamat et du dieu de l'eau douce Abzu s'unissant pour former toute la vie. Cette origine a été choisie, car les mythes entourant la vie terrestre et leurs origines supposées dans un océan cosmique étaient un thème récurrent dans plusieurs mythologies du monde. Le titre est composé des mots sumériens « ab » (eau) et « zu » (savoir), traduits par les développeurs par « Océan de la Sagesse et du savoir »,,.
L'objectif dès le début n'était pas de simuler la plongée, mais plutôt de capturer la sensation onirique de l'exploration océanique. Dans le cadre de ses recherches, Nava a expérimenté d'autres jeux de simulation sous-marine et a constaté qu'ils n'étaient pas « amusants ». En supprimant toute limite de temps ou jauge d'air, l'équipe a cherché à favoriser un sentiment de relaxation et d'exploration. La mécanique de la méditation a été ajoutée pendant le développement ultérieur, de 2015 à 2016, comme un moyen permettant aux joueurs d'observer la vie marine et l'environnement environnant.
Lors du choix de leur moteur de jeu, Matt Nava était encore le seul membre de l'équipe, ils avaient donc besoin d'une plateforme facile à utiliser avec des outils et une technologie permettant de créer le jeu. Unreal Engine 4 était encore assez nouveau à cette époque, mais il a été choisi après que l'équipe ait évalué d'autres logiciels de développement disponibles à l'époque. L'équipe a pu utiliser à la fois les outils de développement avancés d'Unreal Engine 4 et étendre les fonctionnalités du moteur pour intégrer des éléments uniques tels que le comportement des bancs de poissons, l'animation de la végétation et l'éclairage sous-marin. L'utilisation d'Unreal Engine 4 a permis à l'ingénieur Derek Cornish de concevoir des systèmes uniques pour les effets d'éclairage sous-marin.
Le style artistique visait à représenter un monde sous-marin vibrant, mais l'équipe devait également éviter que l'activité à l'écran ne surcharge le joueur. Un look stylisé a donc été choisi pour maintenir le style artistique du jeu tout en réduisant le « bruit visuel ». L'édition de l'environnement a été un grand défi pour l'équipe, une grande partie de leur développement initial étant consacrée à la création d'outils d'édition permettant de réaliser des modifications à petite échelle sur les environnements après leur finalisation. 
Lors de la création des environnements, Nava s'est appuyé sur son expérience de développement de Flower pour Thatgamecompany,, en créant des points d'interaction éparpillés qui se déclenchaient lors de l'exploration par le joueur, donnant naissance à de la nouvelle vie ou à de nouveaux éléments dans chaque environnement. 
Comme il n'y avait pas d'animateur dédié, l'équipe a dû utiliser plusieurs techniques pour animer le plongeur, les poissons et la végétation flexible : le plongeur utilisait une animation squelettique gérée par une machine d'état complexe, la végétation telle que les algues utilisait la physique des cordes, tandis que les poissons utilisaient principalement un mouvement mathématique combiné avec des poses de cibles morphologiques pour éliminer le besoin de structures squelettiques individuelles.

### Musique

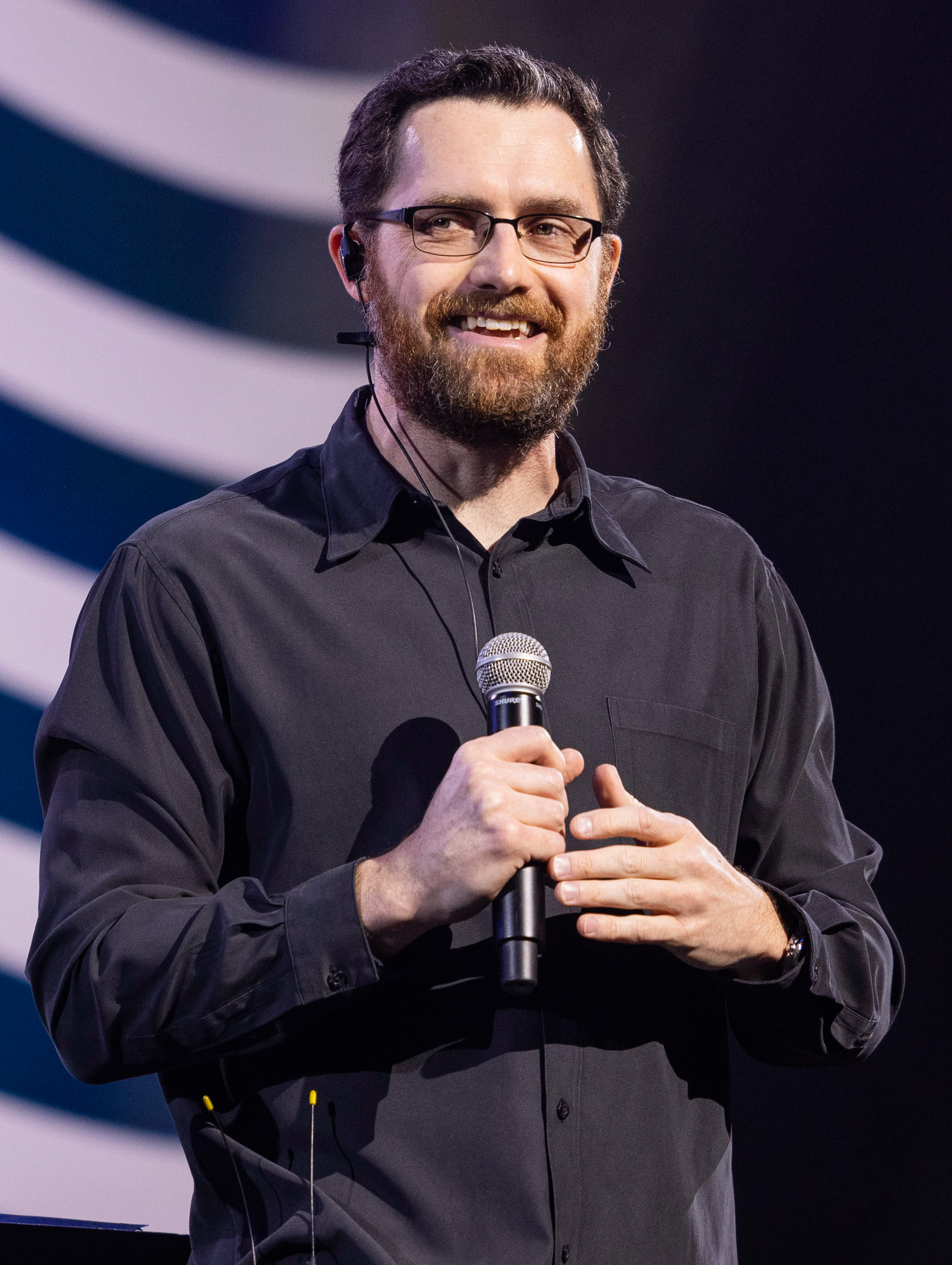
Austin Wintory lors de la GDC 2024.

La bande-son d'Abzû a été composée, dirigée et produite par Austin Wintory, qui avait précédemment travaillé sur Journey et The Banner Saga. Wintory a d'abord vu des illustrations conceptuelles du projet par Nava avant la fondation de Giant Squid Studios et le début du développement. Lorsque le studio a été créé, Wintory a été invité à rejoindre le projet. 
La musique a été écrite dès le départ pour être interactive et dynamique, plutôt que de suivre des indices spécifiques. Pour ce faire, Wintory a dû jouer au jeu de manière extensive et répétée afin de comprendre ce que les joueurs vivraient et ce qui correspondrait le mieux à l'ambiance.
Comme pour son travail sur Journey, le premier morceau écrit fut le thème principal To Know, Water, et d'autres morceaux ont été créés au cours des trois années de développement du jeu, basés sur ce thème,. Les titres des morceaux à partir du deuxième ont été tirés soit d'une traduction anglaise de l'Enūma Eliš, soit ont été nommés d'après des créatures marines présentes dans les niveaux où les morceaux étaient utilisés. Le thème des crédits était purement choral, avec des paroles chantées à vitesse normale.
L'album comprenait une longue pièce musicale intitulée Balaenoptera Musculus, qui n'a pas été utilisée dans le jeu, mais a été incluse par Wintory car il appréciait cette composition. Les critiques musicales étaient généralement positives à propos de l'album de la bande-son,.
La bande-son a ensuite remporté le prix « Best Original Soundtrack Album » lors des Game Audio Network Guild Awards en 2017. Elle a également été nommée aux BAFTA Games Awards 2017 dans la catégorie Music, mais a perdu face à Virginia. Lors des 20e D.I.C.E. Awards, l'Academy of Interactive Arts & Sciences a nommé Abzû pour l'award « Outstanding Achievement in Original Music Composition », qui a finalement été attribué à Doom. Pour son travail sur Abzû, Wintory a remporté le prix 2016 de l'International Film Music Critics Association dans la catégorie « Best Original Score for a Video Game or Interactive Media », marquant ainsi sa deuxième victoire consécutive. La bande-son a également été nommée aux Hollywood Music in Media Awards dans la catégorie « Original Score – Video Game ».

### Giant Squid

Logo de Giant Squid

Giant Squid est une entreprise américaine indépendante de développement de jeux vidéo située à Santa Monica, en Californie. Fondé en mars 2013 par plusieurs anciens membres de thatgamecompany, le studio est surtout connu pour le développement d'Abzû et The Pathless (2020). Giant Squid a été créé par Matt Nava, qui avait auparavant travaillé chez thatgamecompany en tant que directeur artistique pour Flower (2009) et Journey (2012). Nava a été rejoint par le concepteur principal Nicholas Clark, ainsi que le compositeur de Journey, Austin Wintory. La société de production télévisuelle et cinématographique The Ink Factory a également contribué à la co-fondation du studio et a participé au financement des projets du studio.
Lors de l'E3 2014, l'entreprise a annoncé Abzû, un jeu d'exploration sous-marine, comme son titre de lancement.
Le développement a duré trois ans, et l'équipe a collaboré avec l'éditeur 505 Games pour sortir le jeu en août 2016. Le jeu a reçu des critiques généralement positives à sa sortie, les critiques saluant le style visuel et la musique du jeu. Le projet suivant du studio fut The Pathless, qui a été publié par l'éditeur Annapurna Interactive en novembre 2020. Sword of the Sea a été annoncé en 2023.

## Accueil
Lors de sa première semaine sur Steam, le jeu a atteint la 9e place des classements de ventes de la plateforme. Les versions PS4 et PC ont reçu des scores de 78 et 83 sur le site agrégateur Metacritic, basés respectivement sur 19 et 72 critiques, chacun indiquant une réception « généralement favorable »,, ainsi que 83 sur Xbox One et 80 sur Nintendo Switch,.
Abzû a été nommé aux Game Awards 2016 dans la catégorie « Best Art Direction ». Aux Golden Joystick Awards, Abzû a été nommé dans les catégories « Best Original Game », « Best Visual Design » et « PlayStation Game of the Year ». Et aux BAFTA Games Awards 2017, Abzû a été nommé dans la catégorie « Artistic Achievement ».

### Critique de presse

#### Anglaise
Martin Gaston d'Eurogamer a qualifié Abzû de « jeu mécaniquement simple, mais agréable » tout en trouvant que les premières sections étaient désertes et que la caméra était parfois maladroite, il a apprécié la simplicité du gameplay. Scott Butterworth de GameSpot a trouvé que le gameplay manquait de variété, mais a néanmoins salué les qualités immersives du jeu.
Justin McElroy de Polygon a estimé que le gameplay, bien que généralement agréable, était miné par un manque d'interaction avec le joueur. Zack Furniss de Destructoid a trouvé la natation facile et agréable malgré des commandes simplistes, et a trouvé que l'expérience bénéficiait de sa courte durée. Matthew Kato de Game Informer a trouvé que le manque d'interaction était compensé par le simple spectacle des environnements et de la nage avec la vie marine.
Jose Otero d'IGN a apprécié les récompenses continues de l'exploration malgré la quantité minimale de mécanismes de jeu, tandis que James Davenport de PC Gamer a apprécié à la fois l'exploration et la possibilité de méditer et d'observer l'environnement, Tom Orry de VideoGamer.com a apprécié le gameplay mais n'a pas aimé le manque de fluidité des environnements, et David Roberts de GamesRadar+ a estimé que la plus grande force du jeu était sa simplicité par rapport à d'autres titres sur le marché à l'époque.
Butterworth a comparé positivement les graphismes au style cel-shading de The Legend of Zelda: The Wind Waker. Otero a qualifié la direction artistique du jeu de « fantastique » et a fait l'éloge de la régularité du taux de rafraîchissement. Tandis qu'Orry a fait l'éloge du style artistique et des graphismes, malgré les modèles simplistes qui donnent à Abzû un aspect « basique ». Les réactions à l'histoire ont été généralement positives, de nombreux critiques la qualifiant d'expérience émouvante et notant que sa narration est largement ouverte à l'interprétation,,,,,,,,. Kato a comparé les thèmes du jeu à 2001, l'Odyssée de l'espace.
Certains critiques ont été moins positifs : Furniss a estimé que l'histoire d'Abzû n'était pas aussi grandiose que ses développeurs le prétendaient, tandis que Davenport l'a trouvée trop familière au point d'être cliché. Plusieurs critiques ont comparé favorablement le style artistique et l'expérience de jeu à Journey et aux précédents travaux de Thatgamecompany,,. Roberts en particulier a noté que certains joueurs pourraient le trouver trop similaire à des jeux comme Journey.

#### Française
Selon 87, de Jeuxvideo.com, le jeu se positionne comme un héritier spirituel de Journey, mais dans un univers marin. Il insiste également sur la réussite visuelle et sonore du jeu, tout en invitant les lecteurs à apprécier cette plongée contemplative et artistique. 
Camille Allard de GameBlog, décrit le jeu comme une expérience unique et poétique, dans la ligné de Journey et Flower. Il salue la direction artistique et l'immersion offerte par le monde sous-marin, vivant et dense, où des centaines de poissons et de coraux créent une ambiance à couper le souffle. Il note également que le gameplay est simple, mais efficace, avec des mécaniques basées sur l'exploration et l'interprétation libre de l'histoire. Il conclut qu'Abzû est une œuvre marquante, bien que trop courte.
Matthieu Hurel de Gamekult, place Abzû dans la continuité des jeux contemplatifs tels que Journey et Flower. Il souligne l'exploration aquatique comme une expérience calme et immersive, où  la faune et la flore marine occupent le rôle central.  Selon lui, le jeu n'atteint pas le niveau émotionnel de ses prédécesseurs.  Le gameplay, basé sur des interactions simples via un sonar, manque parfois de profondeur.
Netsabes de Canard PC, donne un avis mitigé sur Abzû, qualifiant le jeu de « sorte d’auto-clone spirituel » qui reproduit de manière trop flagrante les idées et structures des jeux précédents de Thatgamecompany. Il souffre selon lui d’un manque de profondeur et d’originalité. Cependant, Abzû ne parvient pas à égaler l’impact de ses prédécesseurs, apparaissant comme un assemblage mal équilibré et parfois creux.